# Tlanak
Tlanak is een bestuurslaag in het regentschap Lamongan van de provincie Oost-Java, Indonesië. Tlanak telt 3530 inwoners (volkstelling 2010).